# Reiswagen
Reiswagen (von mhd. reisunge für Heerfahrt) war zu Zeiten der Heeresfolge die Bezeichnung für einen von Ochsen oder Pferden gezogenen Pack- oder Frachtwagen für Feldzüge zur Beförderung von Kriegsmaterial, sonstiger Ausrüstung, Verpflegung, Beutegut, Verwundeten usw. Seine Bereitstellung und die der Zugtiere und Fuhrknechte gehörte zum sog. „Reisdienst“ der Untertanen.
Davon abgeleitet war die Unterteilung mancher Zente, historischer Gerichts- und Verwaltungsbezirke im Heiligen Römischen Reich, in sogenannte Reiswagen. Deren Bewohner mussten im Falle der Landesverteidigung oder eines vom Landesherrn geführten Feldzuges einen Wagen mit den zugehörigen Zugtieren und Knechten stellen. Einer solchen Einheit stand in der Regel ein Oberschultheiß vor, der wiederum dem Zentgrafen unterstellt war.